# Emőd
Emőd é uma cidade da Hungria, situada no condado de Borsod-Abaúj-Zemplén. Tem 49,37 km² de área e sua população em 2019 foi estimada em 4.785 habitantes.